# Stiepan Naumienko
Stiepan Iwanowicz Naumienko (ros. Степан Иванович Науменко; ur. 7 stycznia 1920 w Złynce w obwodzie kirowohradzkim, zm. 20 listopada 2004 w Podolsku) – radziecki lotnik wojskowy, pułkownik, Bohater Związku Radzieckiego (1951).

## Życiorys
Urodził się w ukraińskiej rodzinie chłopskiej. Po ukończeniu 10 klas szkoły średniej pracował jako tokarz w Odessie, w 1937 został powołany do Armii Czerwonej, w 1939 ukończył wojskową szkołę lotniczo-techniczną w Leningradzie, pracował jako technik lotniczy w wojskowej szkole lotniczej w Czkałowie i od listopada 1941 mechanik klucza 615. nocnego bombowego pułku lotniczego Nadwołżańskiego Okręgu Wojskowego.
Od grudnia 1941 do kwietnia 1942 brał udział w wojnie z Niemcami w składzie Sił Wojskowo-Powietrznych 43. Armii i Frontu Zachodniego, uczestniczył w bitwie pod Moskwą i operacji rżewsko-wiaziemskiej, we wrześniu 1942 ukończył wojskową lotniczą szkołę pilotów w Woroneżu, a w 1944 kursy dowódców kluczy. W listopadzie 1944 został dowódcą klucza w pułku myśliwskim w Moskiewskim Okręgu Wojskowym, a w 1950 pomocnikiem dowódcy eskadry, od 1947 należał do partii komunistycznej.
Latem 1950 został skierowany wraz z pułkiem myśliwskim do Chin. Od 4 grudnia 1950 do lutego 1951 brał udział w wojnie w Korei, wykonując około 70 lotów bojowych i staczając 10 walk powietrznych, w których strącił osobiście 5 amerykańskich samolotów i 6 w grupie.
Po powrocie do ZSRR, w marcu 1951 został pomocnikiem dowódcy lotniczego pułku myśliwskiego, w 1952 skończył kursy oficerskie w Lipiecku i został dowódcą eskadry lotniczego pułku myśliwskiego w Moskiewskim Okręgu Wojskowym, później pomocnikiem dowódcy, zastępcą dowódcy, I zastępcą dowódcy i od września 1959 do marca 1961 dowódcą lotniczego pułku myśliwskiego (od 1960 w stopniu pułkownika), w marcu 1961 został zwolniony do rezerwy. Później ukończył instytut pedagogiczny i pracował jako nauczyciel fizyki w szkole średniej i zastępca dyrektora szkoły.

## Odznaczenia
- Złota Gwiazda Bohatera Związku Radzieckiego (12 maja 1951)
- Order Lenina
- Order Czerwonego Sztandaru (22 lutego 1956)
- Order Wojny Ojczyźnianej I klasy (11 marca 1985)
- Order Czerwonej Gwiazdy (dwukrotnie - 3 listopada 1953 i 29 kwietnia 1954)
- Medal „Za zasługi bojowe” (20 czerwca 1949)

I medale.